# Siqueira Campos (Aracaju)
Siqueira Campos, também conhecido pelo seu antigo nome Aribé, é um bairro da zona oeste de Aracaju. Limita-se ao norte com o Dezoito do Forte, a leste com o Getúlio Vargas, Pereira Lobo e Cirurgia, a oeste com o América, José Conrado de Araújo e Novo Paraíso e ao sul com o Ponto Novo. É um dos maiores e mais populosos bairros da cidade e fica localizado próximo ao centro comercial de Aracaju.

## Origem do Nome
Foi somente após a Revolução de 1930 que o bairro passou a se chamar Siqueira Campos, em homenagem a Antônio de Siqueira Campos, um dos 18 do Forte, por imposição do Interventor de Sergipe, General Augusto Maynard Gomes. Antes, o bairro era conhecido por "Aribé" ou "Zoficinas". A maior parte das ruas levam nomes de estados da Federação, exceto por algumas homenagens posteriores.

## História
Com o crescimento de Aracaju, anos após se tornar a capital sergipana, a cidade começa a se expandir para áreas ao longo da margem direita do Rio Sergipe, tornando essas regiões mais valorizadas, pouco acessíveis a pessoas de baixa renda. Os bairros situados em regiões mais periféricas, como o Siqueira Campos (cujo primeiro nome foi Aribé), resultaram da fixação de escravos libertos e de pessoas provenientes do interior do estado que fugiam principalmente da seca e dos conflitos provocados por Lampião.
Na região havia uma grande produção de vasos de cerâmica, os aribés, que deram origem ao primeiro nome do bairro. Por volta de 1915, a Rede Ferroviária Federal chegou a Aracaju e o bairro recebeu as instalações principais do aparato ferroviário. Houve o consequente surgimento de algumas oficinas para manutenção dos trens, trilhos e equipamentos ferroviários. Em função disso, o local passou a ser conhecido também como Bairro das Oficinas.
Ao longo dos anos o bairro sofreu grandes modificações: aterramento de uma grande lagoa; saneamento das ruas; ligou-se, pela rua de Laranjeiras, ao centro da cidade; ganhou dois cinemas – Vera Cruz e Bonfim -, que não existem mais. Além disso o bairro passou a contar com uma grande praça, a Praça Dom José Thomaz, na qual fica situada a Igreja Nossa Senhora de Lourdes. Foi construída uma nova Estação Ferroviária, que era caminho para o escoamento do trânsito de capital para o interior do Estado.

## Economia
Depois do Centro da cidade é considerado o bairro com maior praça comercial de Aracaju, tendo uma diversificada rede varejista e de serviços, além de dispor de uma praça bancária expressiva. Por estar próximo à principal entrada/saída de Aracaju, a BR-235, especializou-se em setores como autopeças, equipamentos agrícolas e  produtos veterinários.
Encontra-se no bairro Siqueira Campos uma das principais indústrias do segmento de chuveiros elétricos do Brasil, a Duchacorona sendo que a maior parte dos funcionários é residente no próprio bairro.

## Saúde
No bairro fica localizada a base do SAMU Aracaju. O bairro possui uma unidade de saúde da família do PSF. Possui a maior concentração de clínicas populares de Aracaju, atendendo principalmente à população do interior do Estado.

## Esporte
O estádio João Hora de Oliveira, sede do Club Sportivo Sergipe, fica localizado no bairro.

## Cultura
No bairro é realizada a tradicional Cavalgada do Aribé, evento oficial dos festejos juninos da cidade, considerada a maior do gênero entre as capitais brasileiras.
Um dos maiores nomes do desporto, carnaval e do São João em Sergipe foi o jornalista Hilton Lopes (1928-2003), falecido no palco em plena cobertura do Forró Siri em Nossa Senhora do Socorro vítima de um infarto. Um grande divulgador da cultura sergipana. Apresentou programas na TV Sergipe, TV Atalaia e Rádio Aperipê. Era conhecido pela sua irreverência e por ainda chamar o Siqueira Campos de "Aribé", local onde morou por toda sua vida. A área dos mercados onde ocorre o Forró Caju recebeu em 2004 o nome de "Praça de Eventos Hilton Lopes".

## Transporte Público
A localização estratégica, próximo à BR-235, faz do Siqueira Campos um dos principais entrocamentos rodoviários de Aracaju, sendo bem servido de linhas de ônibus para toda a capital e interior de Sergipe.

## Principais logradouros
- Avenida Desembargador Maynard
- Avenida Augusto Franco (mais conhecida como Avenida Rio de Janeiro)
- Rua Mariano Salmeron (antiga Rua Paraná)
- Rua Santa Catarina
- Rua Rio Grande do Sul
- Rua Acre
- Rua Bahia
- Rua Carlos Corrêa